# Barbados Defence Force
La Forza di Difesa di Barbados (in inglese Barbados Defence Force, BDF) è un'unità militare mista di esercito e guardia costiera, e costituisce l'unica forza armata della piccola nazione caraibica di Barbados. Insieme ad Antigua e Barbuda, Barbados è l'unica nazione dei Caraibi orientali a mantenere una forza militare indipendente dalla normale polizia civile (in questo caso, la Barbados Police Force).
La Barbados Defence Force costituisce la principale forza di reazione rapida terrestre a disposizione del Regional Security System (RSS), un'organizzazione internazionale per la sicurezza e la difesa delle ex colonie britanniche dei Caraibi orientali; Barbados stessa contribuisce con la più alta percentuale al bilancio dell'organizzazione, ed il quartier generale della BDF è sede anche della principale base di operazioni della RSS. Le forze della BDF hanno partecipato alla maggior parte delle operazioni messe in atto dalla RSS a partire dalla sua fondazione.

## Storia

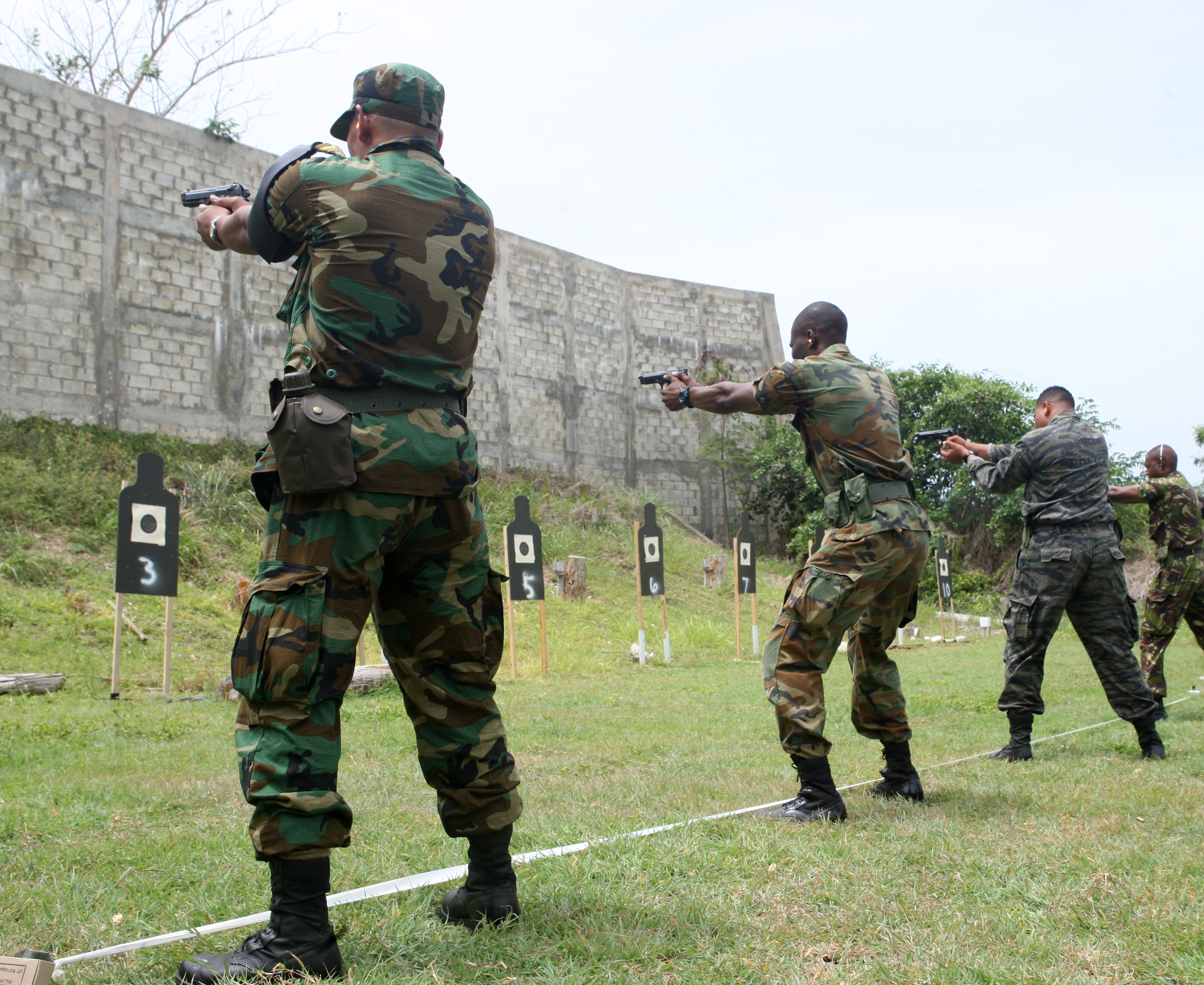
Militari barbadiani si addestrano al tiro con le pistole

La prima unità militare composta da abitanti di Barbados venne istituita nel 1902, quando l'isola era ancora una colonia britannica: la Barbados Volunteer Force (Forza Volontaria di Barbados) era una piccola unità di volontari, incaricata della difesa dell'isola dopo il ritiro di gran parte della guarnigione militare britannica. Singoli membri della BVF prestarono servizio sia nella prima che nella seconda guerra mondiale, rispettivamente inseriti all'interno della South Caribbean Force e del Caribbean Regiment; Errol Barrow, futuro primo ministro di Barbados, prestò servizio come ufficiale della Royal Air Force durante il secondo conflitto mondiale. Nel 1948 la BFV venne rinominata Barbados Regiment (Reggimento di Barbados), per poi essere inserita nel 1959 nel West India Regiment, la forza militare incaricata della protezione della Federazione delle Indie Occidentali; con lo scioglimento della Federazione nel 1962, il Barbados Regiment tornò alla sua funzione originaria di forza di difesa dell'isola, ora indipendente.
La Barbados Defence Force venne formalmente istituita dal primo ministro Tom Adams il 15 agosto 1979, riunendo sotto un unico comando militare il Barbados Regiment e la neonata Barbados Coast Guard. L'istituzione di una vera e propria forza armata venne accolta con molte critiche da una parte dell'opinione pubblica e politica barbadiana, preoccupata per gli alti costi di gestione e per una possibile "militarizzazione" dell'isola; Adams rispose paventando l'estrema vulnerabilità dell'isola a minacce esterne, anche a seguito del fallito tentativo di colpo di Stato messo in atto da due cittadini statunitensi con l'aiuto di forze mercenarie nell'ottobre del 1976. Le unità della neonata forza armata vennero impiegate attivamente già nell'ottobre del 1983, quando un piccolo contingente di 50 militari barbadiani venne schierato nelle fasi finali dell'Operazione Urgent Fury a Grenada, intervenendo quando i combattimenti erano ormai terminati. Con la sconfitta elettorale di Adams nel 1986, venne paventato il rischio di scioglimento della BDF, ma il suo successore Barrow, che pure si era fermamente opposto sia alla formazione della forza armata sia all'intervento a Grenada, si limitò ad opporre il veto ai piani di espansione della forza e a diminuirne le spese.

## Struttura
Con un organico di circa 500 uomini, la BDF è tutt'oggi incaricata di garantire la difesa e la sicurezza di Barbados e delle sue acque territoriali, contrastare il contrabbando di droga e l'immigrazione illegale, come pure di fornire assistenza alle forze di polizia, in particolare durante incidenti o catastrofi naturali. La BDF si struttura su quattro componenti:
- Force Headquarters: unità di quartier generale, provvede ai bisogni logistici ed amministrativi della forza.
- Barbados Regiment: è la principale unità terrestre della BDF; si divide in due "battaglioni", uno regolare in servizio permanente ed uno di riserva:
  - Regular Batalion: comprende la compagnia comando del reggimento, la Technical Support Company (un'unità di genieri e tecnici militari), e la Special Operations Company (la principale unità da combattimento, impiegata come forza di reazione rapida e come unità di SWAT per la polizia);
  - Reserve Batalion: comprende una compagnia comando, due compagnie di fucilieri, e la banda del reggimento.
- Barbados Coast Guard: la componente navale delle BDF, molto attiva nella lotta al contrabbando di droga. La guardia costiera dispone di 11 imbarcazioni (principalmente pattugliatori di piccole dimensioni)[4], tra cui le maggiori sono tre pattugliatori classe Damen Stan 4207 di produzione olandese, consegnati nel 2009; per quanto riguarda il personale, esso è stato notevolmente incrementato tra il 2007 ed il 2011, passando a circa 150 uomini in servizio attivo[5]. Le unità navali barbadiane portano come prefisso navale la sigla HMBS (His/Her Majesty's Barbadian Ship).
- Barbados Cadet Corp: corpo militare giovanile, incaricato della formazione del personale.

Inoltre, è attiva una piccolissima unità aerea, che dispone di un solo velivolo (un Cessna 402 entrato in servizio nel 1981).
La BDF dispone anche di una propria squadra di calcio, la Barbados Defence Force SC, che milita nel campionato nazionale.